# Ryszard Mićko
Ryszard Józef Mićko (ur. 2 czerwca 1958 w Pasłęku) – polski urzędnik państwowy i samorządowiec, zootechnik, w latach 2011–2015 wicewojewoda zachodniopomorski.

## Życiorys
Ukończył studia z zakresu zootechniki w Wyższej Szkole Rolniczo-Pedagogicznej w Siedlcach. Od 1983 pracował w Ośrodku Hodowli Zarodowej Lubiana, w tym od 1985 na stanowisku kierownika gospodarstwa rolnego. W latach 1998–2011 zajmował stanowisko wiceburmistrza Pełczyc.
Został działaczem Polskiego Stronnictwa Ludowego, w 2012 bez powodzenia kandydował na prezesa regionalnych struktur tej partii. Działa też w Polskim Związku Wędkarskim i Ochotniczej Straży Pożarnej.
27 stycznia 2011 premier Donald Tusk powierzył mu funkcję wicewojewody zachodniopomorskiego. W 2014 kandydował bezskutecznie do Parlamentu Europejskiego i skutecznie do sejmiku zachodniopomorskiego. Pod koniec lutego 2015 zrezygnował jednak z mandatu radnego, pozostając wicewojewodą. W 2015 z listy PSL wystartował w wyborach do Sejmu. 9 grudnia 2015 zakończył urzędowanie na stanowisku wicewojewody. W 2016 został członkiem zarządu województwa zachodniopomorskiego, pełnił tę funkcję do końca V kadencji w 2018. Nie uzyskał wówczas też ponownie mandatu radnego sejmiku. W 2019 ponownie był kandydatem PSL na posła. Objął stanowisko dyrektora Zespołu Parków Krajobrazowych Województwa Zachodniopomorskiego, zajmował je do przejścia na emeryturę w 2024. W tym samym roku z ramienia Trzeciej Drogi bez powodzenia kandydował do rady powiatu choszczeńskiego.
W 2013 otrzymał Brązową Odznakę „Zasłużony dla Ochrony Przeciwpożarowej”.

## Życie prywatne
Żonaty, ma troje dzieci.